# Bulbophyllum danii
Bulbophyllum danii é uma espécie de orquídea (família Orchidaceae) pertencente ao gênero Bulbophyllum. Foi descrita por Pérez-Vera em 2003.